# Telma Madeira
Telma Filipa Ramos Madeira (Póvoa de Varzim, 27 de dezembro de 1999) é uma modelo, atriz e rainha da beleza portuguesa, vencedora do concurso Miss Universo Portugal 2022. Representou Portugal no concurso Miss Universo 2022, realizado em Nova Orleães, Luisiana, Estados Unidos, onde ela terminou no Top 16.
Foi anteriormente vencedora do Miss Terra Portugal 2018 e terminou no Top 8 no Miss Terra 2018.

## Concurso de beleza

### Miss Queen Portugal 2017
Madeira competiu no Miss Póvoa de Varzim 2017, onde conquistou o título. Depois de conquistar o título local de Miss Póvoa de Varzim 2017, a Madeira representou a Póvoa de Varzim no concurso Miss Queen Portugal 2017 que se realizou em Viana do Castelo a 23 de setembro de 2017. Conquistou o título de Miss Terra Portugal 2018.

### Miss Terra 2018
Depois de vencer a competição nacional, Madeira representou Portugal no Miss Terra 2018 que decorreu no SM Mall of Asia Arena, Pasay, Filipinas, a 3 de novembro de 2018, onde ficou classificada no Top 8.

### Miss Universo 2022
Madeira foi designada pelo franchisado nacional para competir no concurso Miss Universo 2022 que se realizou em Nova Orleães, Luisiana, Estados Unidos.